# レベッカ・パトリシア・アームストロング
レベッカ・パトリシア・アームストロング（英: Rebecca Patricia Armstrong、タイ語: รีเบคก้า แพทรีเซีย อาร์มสตรอง 、2002年12月5日 - ）は、タイの女優・モデル・歌手。愛称はベッキー（英: Becky）。
イギリスとタイのハーフ。
ドラマ『ターンタイプ ザ シリーズ シーズン2』のターニャ役、『シークレット クラッシュ オン ユー』のフォン役、『ギャップ ザ シリーズ』のモン役、映画『ロング リブ ラブ』のナモ役で知られる。
愛犬の名前に因んだアパレルブランドbonbonのオーナー、アパレルブランドCielorのCEOでもある。

## 生い立ち
タイ生まれ。
オーストラリアで幼稚園に入園。タイに戻りタイ初英国式インターナショナルスクールの幼稚園に入学。拠点を移したニュージーランドでも二つの学校に通い、再び戻ったタイで寄宿学校に通った後、イギリスのヴィクトリア カレッジ ベルファスト（英語: Victoria College, Belfast）へ留学。
その後タイの英国式インターナショナルスクールを卒業。
父親の仕事の都合で転園・転校を繰り返し、せっかく築いた関係をはじめからやり直さなければならなかったと本人が語っている。

## 経歴
子どもの頃からタイズ・ゴットタレント、ニュージーランドズ・ゴットタレント、ザ・ヴォイス、ザ・トレーナーなどのオーディションに出場。
2020年『ターンタイプ ザ シリーズ シーズン2』で主人公の妹ターニャ役で女優デビュー。
2022年『シークレット クラッシュ オン ユー』のフォン役、同じく2022年タイドラマ初のGL作品『ギャップ ザ シリーズ』ではW主演の1人モン役を演じる。
2023年タイの若年層向け雑誌カズマガシンが主催するカズアワードにおいて、ライジング・フィーメル・オブ・ ザ・イヤー賞を受賞。更にティーンエイジ・オブ・ザ・イヤーでは2位を獲得。タイの日刊紙マティチョンを発行するマティチョングループの傘下FEEDが主催するフィード ワイ キャピタル アワード 2023において人気俳優賞を受賞した。また、カズアワードのカップル・オブ・ザ・イヤー賞、タイのテレビ局チャンネル9主催の芸能・音楽賞であるナイン エンターテイン アワードのピープルズ・チョイス・アワード2023賞、フィード ワイ キャピタル アワード 2023の人気カップル賞をギャップ ザ シリーズで共演したフリーンと共に受賞した。
2023年６月公開のムック ピヤカーン ブートプラサート監督作品『ロング リブ ラブ』では主役のサニー・スワンメーターノン（英語: Sunny Suwanmethanont）演じるサティとチョンプー・アラヤ（英語: Chompoo Araya）演じるメタの娘ナモ役で映画デビューを果たした。
2023年10月、初来日公演『フリーン-ベッキー ファンミーティング イン ジャパン』が市川市文化会館にて開催された。これはドラマ『ギャップ ザ シリーズ』で共演したフリーンと二人でのファンミーティングであり、公演には同じく共演のルックナムとヘンがゲスト出演した。

## 人物
幼い頃より歌手になるのが夢で音楽が好きだったが、そのきっかけとなったのはイギリスにいたときに祖父からムーン・リバーをピアノ演奏してもらったことだった。
サッカー、ジョギング、キックボクシングなど趣味はアクティブなものが多いが本人曰く内向的で、物事を分析しすぎる傾向にあるという。
現在、法律と心理学の複数学位取得のためイギリスのエセックス大学に在学中で、タイとイギリスの6時間の時差を利用して昼間は女優・モデル・歌手の仕事をこなし、深夜に大学の授業をオンラインで受けている。
将来的にイギリスの弁護士資格を取得する予定である。
X（旧Twitter）のフォロワー数は2024年6月30日現在70万を超え、Instagramフォロワーは同じく6月30日現在で360万を超えている。またTikTokは二つのアカウントを持ち、フォロワーは6月30日現在合計で220万を超えている。

### 評価
映画『ロング リブ ラブ』の監督ムックは出演したトーク番組の中で、他のティーンエイジャーの応募者と同様に本人が自らオーディションを受けたことについて「もし彼女が有名なら選ばなかった」と述べ、当時は無名だった彼女が実力でナモ役を掴んだことを明かした。
TVドラマ『ギャップ ザ シリーズ』と映画『ロング リブ ラブ』は同時期に撮影されていたために、実年齢よりも年上の優しく無邪気な社会人のキャラクターである『ギャップ ザ シリーズ』のモン役と、実年齢よりも年下の世界にうんざりしているような子どものキャラクターである『ロング リブ ラブ』のナモ役を同時期に演じ分けていた。

### エピソード
初出演映画『ロング リブ ラブ』はタイ国内のみならずシンガポールベトナムフィリピン、ミャンマー、カンボジア、ラオスニューヨーク、ブラジルでも上映された。
上映記念イベントのために初めてブラジルを訪れた際には、南米各地から多くのファンが空港へ集結し熱烈な歓迎を受けた。彼女の名前はブラジルのX（旧Twitter）で最も話題となり、歓迎の意を伝えるハッシュタグを使用した投稿は10万件を超えるほどであった。またフィリピンではファンの要望に応えて全土で映画が公開されることとなった。

## 作品

### ドラマ
| 放送年 | タイトル 原題                                         | 役名       |
| ------ | ----------------------------------------------------- | ---------- |
| 2020年 | ターンタイプ ザ シリーズ シーズン2 Tharn Type2        | ターニャ役 |
| 2022年 | シークレット クラッシュ オン ユー Secret Crush On You | フォン役   |
| 2022年 | ギャップ ザ シリーズ Pink Theory Gap The Series       | モン役     |

### 映画
| 公開年 | タイトル 原題                   | 役名   |
| ------ | ------------------------------- | ------ |
| 2023年 | ロング リブ ラブ Long Live Love | ナモ役 |

### ショートフィルム
| 公開年 | タイトル 原題                | 役名       | 動画リンク                  |
| ------ | ---------------------------- | ---------- | --------------------------- |
| 2023年 | ノー ウォーリーズ NO WORRIES | ベッキー役 | ノー ウォーリーズ - YouTube |

### 楽曲
| リリース年 | タイトル 原題                                                       | 名義                                       | 動画リンク                          |
| ---------- | ------------------------------------------------------------------- | ------------------------------------------ | ----------------------------------- |
| 2022年     | シンク アライク Think Alike                                         | ベッキー レベッカ Becky Rebecca            | シンク アライク - YouTube           |
| 2022年     | ピンクセオリー Pink Theory                                          | フリーンベック Freenbeck                   | ピンクセオリー - YouTube            |
| 2023年     | ピンクセオリー オブ ラブ（ボッサ） Pink Theory of Love (Bossa Ver.) | フリーンベッキー FreenBecky                | ピンクセオリー オブ ラブ - YouTube  |
| 2023年     | メリー ミー Marry Me                                                | フリーンベッキー FreenBecky                | メリー ミー - YouTube               |
| 2023年     | ハリーズ コメット Halley's Comet                                    | ティー ジェット＆ベッキー TEE JETS & BECKY | ハリーズ コメット - YouTube         |
| 2023年     | ノーモアブルース No More Blues                                      | フリーンベッキー FreenBecky                | ノー モア ブルース - YouTube        |
| 2024年     | ルール ユア オウン ピンク Rule Your Own Pink                        | ベッキー Becky                             | ルール ユア オウン ピンク - YouTube |